# Prowincja Concepción
Prowincja Concepción (hiszp. Provincia de Concepción) – jedna z dziewięciu prowincji, które tworzą region Junín w Peru.

## Podział administracyjny
Prowincja Concepción dzieli się na 15 dystryktów:
- Concepción
- Aco
- Andamarca
- Chambara
- Cochas
- Comas
- Heroínas Toledo
- Manzanares
- Mariscal Castilla
- Matahuasi
- Mito
- Nueve de Julio
- Orcotuna
- San José de Quero
- Santa Rosa de Ocopa